# Episodi di Futurama (sesta stagione)
La sesta stagione della serie animata Futurama, composta da ventisei episodi, è andata originariamente in onda negli Stati Uniti d'America in due parti su Comedy Central; la prima parte (ep. 1-13) è andata in onda dal 24 giugno al 21 novembre 2010, mentre la seconda (ep. 14-26) è stata trasmessa dal 23 giugno all'8 settembre 2011.
In Italia, una parte di questa stagione è stata trasmessa dall'11 al 25 giugno 2012 su Italia 1. Dal 17 settembre al 3 ottobre sono stati trasmessi gli episodi rimanenti. Gli episodi Il provolone terrestre e Proposta infinito, sono stati inizialmente censurati perché ritenuti non adatti alla fascia pomeridiana, ma sono stati successivamente pubblicati, in italiano, nel quinto cofanetto DVD uscito il 20 marzo 2013. Successivamente, il 2 luglio 2017, tali episodi sono stati trasmessi dal canale satellitare Fox Animation. Da questa stagione la voce italiana del Professor Farnsworth è di Mino Caprio, al posto di Sergio Graziani che lo ha doppiato fino alla quinta stagione.
| n.            | Codice di produzione | Titolo italiano                  | Titolo originale                 | Prima TV USA      | Prima TV Italia   |             |             |             |             |             |             |             |
| Prima parte   | Prima parte          | Prima parte                      | Prima parte                      | Prima parte       | Prima parte       | Prima parte | Prima parte | Prima parte | Prima parte | Prima parte | Prima parte | Prima parte |
| ------------- | -------------------- | -------------------------------- | -------------------------------- | ----------------- | ----------------- | ----------- | ----------- | ----------- | ----------- | ----------- | ----------- | ----------- |
| 1             | 6ACV01               | Rinascita                        | Rebirth                          | 24 giugno 2010    | 11 giugno 2012    |             |             |             |             |             |             |             |
| 2             | 6ACV02               | Il provolone terrestre           | In-A-Gadda-Da-Leela              | 24 giugno 2010    | 2 luglio 2017     |             |             |             |             |             |             |             |
| 3             | 6ACV03               | L'attacco di un'app              | Attack of the Killer App         | 1º luglio 2010    | 12 giugno 2012    |             |             |             |             |             |             |             |
| 4             | 6ACV04               | Proposta infinito                | Proposition Infinity             | 8 luglio 2010     | 2 luglio 2017     |             |             |             |             |             |             |             |
| 5             | 6ACV05               | Il grande Da Vinci               | The Duh-Vinci Code               | 15 luglio 2010    | 13 giugno 2012    |             |             |             |             |             |             |             |
| 6             | 6ACV06               | Ispezione letale                 | Lethal Inspection                | 22 luglio 2010    | 14 giugno 2012    |             |             |             |             |             |             |             |
| 7             | 6ACV07               | Fry il ritardatario              | The Late Philip J. Fry           | 29 luglio 2010    | 15 giugno 2012    |             |             |             |             |             |             |             |
| 8             | 6ACV08               | Thuban: operazione gatto         | That Darn Katz!                  | 5 agosto 2010     | 18 giugno 2012    |             |             |             |             |             |             |             |
| 9             | 6ACV09               | Origine meccanica                | A Clockwork Origin               | 12 agosto 2010    | 19 giugno 2012    |             |             |             |             |             |             |             |
| 10            | 6ACV10               | Il prigioniero di Benda          | The Prisoner of Benda            | 19 agosto 2010    | 20 giugno 2012    |             |             |             |             |             |             |             |
| 11            | 6ACV11               | Lrrrinconciliabili Ndndifferenze | Lrrreconcilable Ndndifferences   | 26 agosto 2010    | 21 giugno 2012    |             |             |             |             |             |             |             |
| 12            | 6ACV12               | La rivolta dei mutanti           | The Mutants Are Revolting        | 2 settembre 2010  | 22 giugno 2012    |             |             |             |             |             |             |             |
| 13            | 6ACV13               | Una festa spettacolare           | The Futurama Holiday Spectacular | 21 novembre 2010  | 25 giugno 2012    |             |             |             |             |             |             |             |
| Seconda parte |                      |                                  |                                  |                   |                   |             |             |             |             |             |             |             |
| 14            | 6ACV17               | Benderama                        | Benderama                        | 23 giugno 2011    | 18 settembre 2012 |             |             |             |             |             |             |             |
| 15            | 6ACV20               | Castropia                        | Neutopia                         | 23 giugno 2011    | 17 settembre 2012 |             |             |             |             |             |             |             |
| 16            | 6ACV19               | Fantasma nelle macchine          | Ghost in the Machines            | 30 giugno 2011    | 19 settembre 2012 |             |             |             |             |             |             |             |
| 17            | 6ACV16               | L'oracolo in salamoia            | Law and Oracle                   | 7 luglio 2011     | 20 settembre 2012 |             |             |             |             |             |             |             |
| 18            | 6ACV14               | Il silenzio delle pinze          | The Silence of the Clamps        | 14 luglio 2011    | 21 settembre 2012 |             |             |             |             |             |             |             |
| 19            | 6ACV21               | La fiaba di Leela                | Yo Leela Leela                   | 21 luglio 2011    | 24 settembre 2012 |             |             |             |             |             |             |             |
| 20            | 6ACV23               | Tutte le teste dei presidenti    | All the Presidents' Heads        | 28 luglio 2011    | 25 settembre 2012 |             |             |             |             |             |             |             |
| 21            | 6ACV15               | Mobius Dick                      | Möbius Dick                      | 4 agosto 2011     | 26 settembre 2012 |             |             |             |             |             |             |             |
| 22            | 6ACV22               | Fry ci cova                      | Fry Am the Egg Man               | 11 agosto 2011    | 27 settembre 2012 |             |             |             |             |             |             |             |
| 23            | 6ACV18               | La punta dello Zoidberg          | The Tip of the Zoidberg          | 18 agosto 2011    | 28 settembre 2012 |             |             |             |             |             |             |             |
| 24            | 6ACV24               | I guerrieri del raffreddore      | Cold Warriors                    | 25 agosto 2011    | 1º ottobre 2012   |             |             |             |             |             |             |             |
| 25            | 6ACV25               | Processore accelerato            | Overclockwise                    | 1º settembre 2011 | 2 ottobre 2012    |             |             |             |             |             |             |             |
| 26            | 6ACV26               | Reincarnazione                   | Reincarnation                    | 8 settembre 2011  | 3 ottobre 2012    |             |             |             |             |             |             |             |

## Rinascita
- Sceneggiatura: David X. Cohen e Matt Groening
- Regia: Albert Calleros e Josue Cervantes
- Messa in onda originale: 24 giugno 2010
- Messa in onda italiana: 11 giugno 2012

La sesta stagione riprende dal momento in cui l'equipaggio, alla fine del film Nell'immenso verde profondo, entrò in un wormhole. La Planet Express esce dal buco nero e fortunatamente arrivano vicino alla Terra, ma dopo la fuga da Zapp Brannigan vengono colpiti da questi e la navicella si schianta sul pianeta; muoiono tutti, eccetto il professor Farnsworth. Quest'ultimo riesce, grazie alle cosiddette cellule stanimali (non staminali, come spiegato dal dottore nell'episodio), a riportare in vita tutti, tranne Leela, che si trova in coma irreversibile. Distrutto per la perdita, Fry crea un robot con le stesse sembianze della ragazza. Successivamente Leela si risveglia e scoprirà in seguito che anche Fry, in realtà, è un robot, perché quello vero era morto nel tentativo di salvarla. Poco dopo, dalle cellule stanimali sbuca il vero Fry, così i due robot di Leela e Fry abbandonano l'equipaggio. Bender riesce a eliminare l'energia in eccesso e l'equipaggio è ritornato al completo. Nell'ultima scena si vede Zapp Brannigan sbucare dalle cellule stanimali.
- Sottotitolo iniziale: RINASCITA

## Il provolone terrestre
- Sceneggiatura: Carolyn Premish e Matt Groening
- Regia: Dwayne Carey-Hill
- Messa in onda originale: 24 giugno 2010
- Messa in onda italiana: 2 luglio 2017

Nello spazio, un satellite chiamato V-Giny censura tutti i pianeti che vengono ritenuti indiscreti, tra i quali vi è anche la Terra. Nel frattempo, Leela e Zapp partono in una navicella per osservare questo satellite, ma si schiantano in un giardino simile a quello dell'Eden e Zapp dirà a Leela che la Terra è stata distrutta per avere qualche chance che la ragazza si interessi a lui.
Mentre Leela si ritrova incastrata sotto a un albero, Zapp inizia così a prendersi cura di lei, riuscendo pian piano nel suo intento. La ragazza infatti inizia a invaghirsi di lui e, quando le viene fatto credere che la Terra sia stata distrutta, accetta e decide di fare sesso con lui. Alla fine, però, scoprirà l'inganno di Brannigan e i due verranno raggiunti dal resto della Planet Express. A questo punto, però, sopraggiunge la V-Giny, che decide di distruggere la Terra, a meno che Adamo ed Eva (Zapp e Leela) non consumino la loro relazione. I due hanno così un rapporto, salvando il pianeta.
- Sottotitolo iniziale: APPLICARE DIRETTAMENTE AGLI OCCHI
- Curiosità: l'espisodio è ispirato al primo film del franchise di Star Trek.

## L'attacco di un'app
- Sceneggiatura: Patric M. Verrone
- Regia: Stephen Sandoval
- Messa in onda originale: 1º luglio 2010
- Messa in onda italiana: 12 giugno 2012

Tutti a Nuova New York comprano l'ultima versione dell'eyePhone della Mamma, inclusi Bender e Fry, che fanno una scommessa su chi sarà il primo a ottenere un milione di visitatori; sono ignari, tuttavia, che il vincitore trasmetterà un virus del cervello. Infine, si scopre che il virus non è altro che una strategia di marketing, il cui fine è l'acquisto di un nuovo eyePhone.
- Sottotitolo iniziale: SARÀ EFFETTUATO UN TEST

## Proposta infinito
- Sceneggiatura: Michael Rowe
- Regia: Crystal Chesney-Thompson
- Messa in onda originale: 8 luglio 2010
- Messa in onda italiana: 2 luglio 2017

Amy e Bender iniziano una relazione e lottano per i diritti delle coppie robot-umano, contrapponendosi alla fazione del professor Farnsworth.
- Sottotitolo iniziale: DETTATO MA NON LETTO

## Il grande Da Vinci
- Sceneggiatura: Maiya Williams
- Regia: Raymie Muzquiz
- Messa in onda originale: 15 luglio 2010
- Messa in onda italiana: 13 giugno 2012

Il professor Farnsworth scopre un progetto segreto di Leonardo da Vinci e, analizzandolo, scopre qualcosa sull'Ultima Cena. L'equipaggio decide quindi di analizzare il quadro sotto la pittura e scoprono che san Giacomo era raffigurato come un robot. La Planet Express decide quindi di andare a Roma per riesumare il corpo di san Giacomo, dove vengono a sapere che il robot, che si chiamava Animatronio, veniva usato da Leonardo per le pitture e custodiva il suo segreto. Dopo aver scoperto un indizio che li porta alla fontana di Trevi, Leela, Bender, Fry e Farnsworth si avventurano fino al Pantheon, dove riportano alla luce tutte le invenzioni di Leonardo e, salendo accidentalmente su una di esse, Fry e il professore vengono mandati nello spazio, atterrando successivamente su un pianeta, dove incontrano il vero Da Vinci.
- Sottotitolo iniziale: METTI SUBITO IL MONOCOLO 3D

## Ispezione letale
- Sceneggiatura: Eric Horsted
- Regia: Ray Claffey
- Messa in onda originale: 22 luglio 2010
- Messa in onda italiana: 14 giugno 2012

Durante una messa in scena di guerra, Bender scopre di non avere un'unità di backup da trasferire a un altro robot nel caso morisse. Infuriato per ciò, si reca con Hermes nel luogo in cui è nato, cioè in una fabbrica a Tijuana, in Messico, in cerca dell'ispettore che lo ha approvato, l'Ispettore 5. Sfortunatamente, non c'è traccia dell'ispettore, così Bender decide di avvertire la ditta Robot amichevoli di Mamma del suo difetto; Mamma, per non rovinare la sua reputazione, decide di ucciderlo. Bender non scoprirà mai la vera identità dell'Ispettore 5 e il motivo per cui l'ha approvato. Nella scena finale, in un flashback, si scoprirà che l'Ispettore 5 era in realtà Hermes stesso, che aveva approvato Bender, perché intenerito dal piccolo robot, dopo di che si era licenziato.
- Sottotitolo iniziale: CREA IL TUO STILE!

## Thuban: operazione gatto
- Sceneggiatura: Josh Weinstein
- Regia: Frank Marino
- Messa in onda originale: 5 agosto 2010
- Messa in onda italiana: 18 giugno 2012

Amy deve esporre la sua tesi per ottenere il dottorato. La sera prima è molto agitata, perciò va assieme a Kif e a gli altri in una discoteca, dove si ubriaca. Il giorno dopo, tuttavia, non riesce a esporre la sua idea, che consiste nello sfruttare l'energia di rotazione della Terra. Il dottorato le viene negato dal professor Gatt, il cui cognome è Katz. Egli possiede un gatto, che si infiltra nella Planet Express, ipnotizzando tutto l'equipaggio, tranne Amy e Mordicchio. I gatti fanno costruire all'equipaggio la ruota dentata descritta da Amy, che sfrutta l'energia di rotazione della Terra. Si viene a sapere così che Thuban 9, un pianeta dominato dai gatti, ha rallentato la sua rotazione fino a fermarsi. Questa ruota serve così a trasferire l'energia della Terra al loro pianeta tramite la piramide di Giza, fermando così la rotazione della Terra. Visto che la ruota si può girare in un senso solo, continuano a girarla, facendo così ritornare la rotazione della Terra, ma nel senso contrario.
- Sottotitolo iniziale: (O UN PRODOTTO SIMILARE)

## Origine meccanica
- Sceneggiatura: Dan Vebber
- Regia: Dwayne Carey-Hill
- Messa in onda originale: 12 agosto 2010
- Messa in onda italiana: 19 giugno 2012

Il professore vuole dimostrare che la teoria della creazione non è reale, sostenendo invece la teoria dell'evoluzione: si scontra con un suo collega orango portavoce della prima e, venendo da questo battuto e ridicolizzato decide, infuriato, di ritirarsi su un pianeta disabitato per vivere da solo. Qui, tuttavia, dà accidentalmente avvio all'evoluzione dei robot, partendo da alcuni minuscoli robot di sua invenzione usati per purificare l'acqua di uno stagno. Dopo aver documentato la loro rapidissima evoluzione (in pochi giorni arrivano infatti a creare una società robotica parallela a quella umana, con tanto di suo alter ego robotico sostenitore dell'evoluzione dei robot), fa finalmente ritorno sulla Terra e si riconcilia con il collega: i due arrivano alla conclusione che le due teorie sono entrambe valide, dal momento che il professore è stato il "creatore" della razza robotica, che si è poi evoluta per conto proprio.
- Sottotitolo iniziale: STAVOLTA È UNA QUESTIONE PERSONALE

## Il prigioniero di Benda
- Sceneggiatura: Ken Keeler
- Regia: Stephen Sandoval
- Messa in onda originale: 19 agosto 2010
- Messa in onda italiana: 20 giugno 2012

Bender vuole derubare un famoso principe, così, con la nuova macchina del professore, scambia il suo corpo con quello di Amy perché è più attraente, ma con il risultato che nessuno dei due è più nel proprio corpo.
- Sottotitolo iniziale: QUELLO CHE SUCCEDE IN CYGNUS X-1 RESTA IN CYGNUS X-1

## Lrrrinconciliabili Ndndifferenze
- Sceneggiatura: Patrick M. Verrone
- Regia: Crystal Chesney-Thompson
- Messa in onda originale: 26 agosto 2010
- Messa in onda italiana: 21 giugno 2012

Lrrr, il dominatore del pianeta Omicron Perseo 8, ha dei problemi con NdNd, sua moglie. Decide di invadere la Terra per riconquistare NdNd, ma verrà aiutato in un altro modo.
- Sottotitolo iniziale: DUE PORZIONI DI PIXEL IN OGNI SCENA

## La rivolta dei mutanti
- Sceneggiatura: Eric Horsted
- Regia: Raymie Muzquiz
- Messa in onda originale: 2 settembre 2010
- Messa in onda italiana: 22 giugno 2012

La Planet Express deve fare la sua centesima consegna alla signora Astor, una vecchia anziana vedova, che li invita alla cerimonia in memoria di suo marito, affondato con il Titanic di terra, il 10 aprile 2912. Per sbaglio Fry rivela che Leela è una mutante, quindi viene portata nella vecchia New York, dove risiedono i suoi simili. Il giorno seguente anche Fry e i suoi amici (escluso Bender) vengono portati nella vecchia New York: lì troveranno il relitto del Titanic. Fry, in preda ai sensi di colpa, si butta in un lago tossico, diventando così un mutante. Dopo aver parlato con la Astor, lei permetterà di far uscire ed entrare i mutanti da Nuova New York, e nel frattempo ritroverà il marito, tramutatosi nel corpo mutante di Fry.
- Sottotitolo iniziale: al posto del sottotitolo iniziale, davanti al titolo compare la cifra 100, realizzata da delle travi piegate da Bender, per commemorare il centesimo episodio della serie.

## Una festa spettacolare
- Sceneggiatura: Michael Rowe
- Regia: Ray Claffey
- Messa in onda originale: 21 novembre 2010
- Messa in onda italiana: 25 giugno 2012

L'episodio è diviso in tre parti in cui i personaggi festeggiano il Natale, il Robanukkah e il Kwanzaa.
- Nella prima parte, i protagonisti cercano di recuperare dei semi di pino, creduti ormai estinti, e iniziano a piantarli ma, una volta fertilizzati, incominciano a crescere a dismisura, ripopolando la terra di alberi, e l'eccessiva quantità di ossigeno, causata dal ripopolamento, aumenta facendo esplodere il pianeta Terra.
- Nella seconda parte, Bender vuole festeggiare il Robanukkah con il petrolio . La Terra però non ha più olio, così l'equipaggio parte alla ricerca di qualche goccia nelle profondità del pianeta. I protagonisti dell'impresa muoiono però tutti, tranne Bender, che dopo 500 milioni di anni vede i suoi amici diventare petrolio a causa della pressione.
- Nella terza parte, viene festeggiato il Kwanzaa, ma per l'occasione serve della cera d'api, che è diventata rara. Così, l'equipaggio parte verso un alveare dello spazio con delle api giganti per recuperarne un po', ma faranno una brutta fine.

## Il silenzio delle pinze
- Sceneggiatura: Eric Rogers
- Regia: Frank Marino
- Messa in onda originale: 14 luglio 2011
- Messa in onda italiana: 21 settembre 2012

La Planet Express deve consegnare un pacco a un matrimonio mafioso e Bender, vedendo che ci sono molte celebrità, decide di imbucarsi alla festa. Lì incontra la figlia di DonBot e i due si innamorano ma, nel frattempo, vedono Calculon che viene pestato dalla robot-mafia per non aver pagato il pizzo. Bender decide di testimoniare al processo, nel quale DonBot viene ritenuto innocente. Per sfuggire alla robot-mafia che lo vuole assassinare, Bender viene affidato al programma di protezione dei testimoni, che provvede a fornirgli una nuova casa e una nuova identità. Nel frattempo, la Planet Express cerca qualcuno che lo rimpiazzi. Per scoprire dove si trovi Bender, la robot-mafia manda Pinza, che riesce a essere assunto come nuovo robot della ditta. La sua prima consegna è sulla Luna ed è lì che Fry riconosce Bender intento a lavorare come contadino, anche se lui non ricorda nulla di loro. Pinza avverte subito la robot-mafia, che alla fine riesce a ucciderlo. In seguito, però, si scopre che il vero Bender lavora alla pizzeria vicino alla Planet Express e che quello ucciso sulla Luna era solo un contadino suo sosia.
- Sottotitolo iniziale: NIENTE RIMBORSI

## Mobius Dick
- Sceneggiatura: Dan Vebber
- Regia: Dwayne Carey-Hill
- Messa in onda originale: 4 agosto 2011
- Messa in onda italiana: 26 settembre 2012

Il professor Farnsworth è depresso perché il suo primo equipaggio non era più tornato dalla missione e perché non ha mai saputo cos'era successo. Racconta che era la loro prima spedizione e dovevano consegnare un bouquet di biscotti, ma più tardi scoprì che quei biscotti non erano mai stati consegnati e, aspettando per settimane, vide arrivare la capsula di salvataggio, dove all'interno c'era Zoidberg, che però non ricordava più nulla e che pensa siano morti attraversando il Tetraedro delle Bermuda, un tetraedro nello spazio che distrugge tutto ciò che lo attraversa. Il professore manda l'attuale Planet Express per ritirare un monumento dedicato proprio all'equipaggio per la cerimonia di commemorazione. Mentre tornano con il monumento, temono di non arrivare in tempo, così decidono di attraversare il Tetraedro delle Bermuda, invece di passarci attorno come previsto. Nel tetraedro, scoprono una specie di cimitero di navi spaziali, tra i quali la prima Planet Express e decidono di esplorarla, ma vengono attaccati da una balena gigante dello spazio, che ruba loro il monumento e Leela, ossessionata da ciò, decide di recuperarlo. Leela si è intestardita nell'uccidere la balena e così obbliga tutti a lavorare per trasformare la navetta spaziale in una nave. L'equipaggio cerca di arpionarla, ma vengono ingoiati e scoprono che il suo intestino conteneva il vecchio equipaggio che aveva fatto la loro stessa fine. Alla fine, Leela scopre che la balena si nutre di ossessione e riesce a farla schiantare sulla Terra. Nel frattempo, Zoidberg si è salvato nella capsula di salvataggio e tutti commemorano l'equipaggio, pensando fosse morto.
- Sottotitolo iniziale: CON LA PARTECIPAZIONE DI SPARKY, IL FOLLETTO INVISIBILE
- Curiosità: alla fine della puntata, insieme al vecchio equipaggio, esce dalla pancia della balena un uomo con una sciarpa colorata e un impermeabile, chiaro riferimento al Quarto Dottore della serie Doctor Who.

## L'oracolo in salamoia
- Sceneggiatura: Josh Weinstein
- Regia: Stephen Sandoval
- Messa in onda originale: 7 luglio 2011
- Messa in onda italiana: 20 settembre 2012

Fry non è felice nel fare il fattorino alla Planet Express perché riceve delusioni in continuazione. Un giorno nello studio della Planet, Roberto, un amico criminale di Bender, irrompe per commettere una rapina e viene fermato dai poliziotti Smith e URL. Fry, nel vedere come la polizia venga acclamata dopo l'arresto, decide di andare all'accademia per diventare un poliziotto. Dopo un po' di tempo e tanto addestramento, Fry riesce a superare il corso e diventare poliziotto. Gli viene assegnato URL come compagno e, visto il loro successo nell'arrestare criminali, viene svelato loro uno dei segreti della polizia, l'Oracolo cibernetico. Questo Oracolo è in grado di prevedere i crimini e di selezionarli tramite delle sfere di vari colori, che contengono immagini e video sul crimine che verrà. Dopo aver sventato il primo omicidio previsto dall'Oracolo, quest'ultimo prevede un furto commesso da Bender. Bender non è a conoscenza, e infatti decide di metterlo a segno dopo che Fry glielo chiede. Secondo l'Oracolo cibernetico, la rapina avverrà in una villa e Bender ruberà un liquore maltese letale per gli umani. Sempre dalle immagini ricavate dall'Oracolo, Fry vede sé stesso nell'atto di sparare a Bender, ma affermando che non gli avrebbe mai sparato cambia il futuro vedendo così sé stesso che non sparerà a Bender, quindi il robot fa assaggiare il liquore ai suoi amici, uccidendoli. Durante il furto, Fry ferma Bender, ma vengono successivamente fermati dall'Oracolo, che aveva organizzato tutto soltanto per bere il liquore e uccidere la sua intelligenza umana soprannaturale. Ma alla fine l'Oracolo viene smascherato dalla polizia, che era nascosta tra le botti ed era tutto un piano organizzato da Fry, Bender, URL e il capo di polizia, perché erano insospettiti dato che Bender, essendo avaro, non avrebbe mai condiviso il liquore con gli altri. A Fry, per questa impresa, gli viene assegnato il distintivo e licenziato per aver aiutato un criminale, così ritorna a lavorare alla Planet Express.
- Sottotitolo iniziale: PER INTELLETTUALI INTROVERSI

## Benderama
- Sceneggiatura: Aaron Ehasz
- Regia: Crystal Chesney-Thompson
- Messa in onda originale: 23 giugno 2011
- Messa in onda italiana: 18 settembre 2012

Il professor Farnsworth ha concepito una nuova invenzione. Si tratta di una macchina capace di replicare qualsiasi oggetto in due copie più piccole. Per funzionare ha bisogno di "materia prima", cioè vecchi oggetti di ogni tipo. Bender, pigro come sempre, coglie l'occasione al volo. Con la macchina riproduce due cloni di sé in scala ridotta per farli lavorare al posto suo. Ma anche i cloni sono pigri, e cominciano a replicarsi. È l'inizio di un terribile processo a catena: i Bender, sempre più minuti, si riproducono all'infinito, consumando tutto ciò che trovano come materia prima. Il pianeta è in pericolo, Farnsworth e la sua squadra devono porvi rimedio prima che sia troppo tardi.
- Sottotitolo iniziale: ALCUNI CHIEDONO: "E SE FOSSE?" NOI CHIEDIAMO: "PERCHÉ NO?"

## La punta dello Zoidberg
- Sceneggiatura: Ken Keeler
- Regia: Raymie Muzquiz
- Messa in onda originale: 18 agosto 2011
- Messa in onda italiana: 28 settembre 2012

L'equipaggio si lamenta in continuazione perché Zoidberg ha poca cura nei loro confronti. Chiedono così al professor Farnsworth di licenziarlo, ma lui non lo fa. Zoidberg e Farnsworth si conoscono da tempo e lavoravano nell'esercito di Mamma, che assegnò a loro e ad altri soldati una missione che consisteva nel catturare uno Yeti tritoniano che Zoidberg avrebbe dovuto sventrare. I soldati però atterrarono in una palude di metano, riscontrando una malattia mortale chiamata ipermalaria tritoniana, che si può manifestare all'istante o restare latente per decenni, causando febbre, spasmi muscolari, pazzia, coma e infine la morte. Hubert Farnsworth e Zoidberg uccisero lo yeti, ma il Prof. venne graffiato dalla bestia e in seguito i due fecero un accordo: quando Hubert inizierà a percepire i sintomi dell'ipermalaria, Zoidberg dovrà ucciderlo per non farlo soffrire. Sfortunatamente, dopo tanti anni, i sintomi della malattia si manifestano e Zoidberg tenta di sopprimerlo, ma viene fermato dagli altri membri dell'equipaggio che, dopo aver rinchiuso Zoiberg nel suo studio, vengono a sapere dal professore dell'accordo e decidono di dargli loro stessi la morte. Durante la "cerimonia di morte" del professore, Zoidberg scopre che non è ipermalaria, ma yetismo, una malattia che presenta gli stessi sintomi, ma che alla fine trasforma la persona infettata in uno yeti. Infine, riesce a curare Hubert con un rimedio datogli da Mamma, acquistando di nuovo la fiducia dei compagni.
- Sottotitolo iniziale: È TENTACOLARE!

## Fantasma nelle macchine
- Sceneggiatura: Patric M. Verrone
- Regia: Ray Claffey
- Messa in onda originale: 30 giugno 2011
- Messa in onda italiana: 19 settembre 2012

Durante il Giorno delle parate, un carro accelera accidentalmente, schiantandosi contro un altro carro, facendo cadere una sfera, che si dirige verso due persone: un robot e un umano. Fry salva l'umano e viene acclamato da tutti, eccetto Bender. Infatti, Bender è furibondo con lui perché considera la vita umana più importante di quella dei robot. Decide così di ammazzarsi, ma viene preso in giro da tutti, perché dice sempre di voler suicidarsi senza farlo mai; questa volta però muore davvero, diventando un fantasma. Dopo essersi accorto che le altre persone non possono né vederlo né sentirlo, incontra il robot diavolo e viene a sapere di essere intrappolato in un loop: invece di essere un normale fantasma, è un fantasma robot, cioè il suo software è stato trasportato su un computer e condiviso da tutti i robot. Bender vuole riavere il suo corpo e per questo fa un patto col robot diavolo, che consiste nello spaventare Fry a morte per riavere il corpo, ma se fallisce rimarrà per sempre nel robot-inferno. Bender scopre che può entrare negli elettrodomestici e comandarli, e usa questa sua qualità per spaventare Fry, a tal punto da fargli venire un infarto. Fortunatamente, Fry sopravvive, ma per Bender è una sfortuna. Il ragazzo viene a sapere da un test spiritico che a perseguitarlo è un fantasma robot. Per questo motivo, si trasferisce per un po' di tempo sul pianeta degli Amish, dove non sono permesse macchine e dove si vive nella più assoluta semplicità, ma Bender lo segue. Fry si adatta benissimo sul pianeta e riceve la visita dei suoi amici. Lì Bender incontra il robot diavolo, che dice a Bender che è il suo destino uccidere Fry, ma lui non vuole farlo. Il diavolo fa spaventare le mucche di un carro che contiene una sfera che si dirige verso Fry. Bender non può salvarlo se non entra in qualche macchina, ma il robot diavolo è l'unica macchina presente sul pianeta e quindi ci entra dentro, riuscendo a salvare Fry, ma viene portato all'inferno. A un certo punto, però, Bender viene portato in paradiso per aver salvato Fry, ma per il suo carattere viene rispedito sulla Terra, ritornando in vita. Dopotutto, Fry non riesce a scoprire chi lo perseguitava.
- Sottotitolo iniziale: LO SHOW PIÙ VISTO TRA I ROBOSPETTATORI

## Castropia
- Sceneggiatura: J. Stewart Burns
- Regia: Edmund Fong
- Messa in onda originale: 23 giugno 2011
- Messa in onda italiana: 17 settembre 2012

Gli affari non vanno bene alla Planet Express e, prima di ridursi a fare calendari sexy, l'equipaggio decide di riciclare il servizio consegne in una nuova compagnia aerea ma, per una negligenza, finisce su un pianeta ostile, in cui i maschi diventano femmine e viceversa. Alla fine dell'avventura, capiranno che l'unica soluzione è rassegnarsi ai calendari sexy.
- Sottotitolo iniziale: FORNISCE UNA SORTA DI VITAMINA F PER TUTTO IL GIORNO

## La fiaba di Leela
- Sceneggiatura: Eric Horsted
- Regia: Frank Marino
- Messa in onda originale: 21 luglio 2011
- Messa in onda italiana: 24 settembre 2012

Per intrattenere i bambini dell'orfanotrofio, dove lei stessa è cresciuta, Leela si ritira su un ignoto pianeta per inventare una storiella divertente. Al ritorno, presenta i Borbottini, teneri personaggi di cartone che abitano La Collina Borbottante. Abner Doppioaccordo, proprietario di una TV per ragazzi, sta conducendo esperimenti sul gradimento infantile nello stesso orfanotrofio. Notato il talento di Leela, la scrittura per la sua emittente. Lo spettacolo ha successo, Leela diventa famosa e idolatrata, vince persino lo Slurmie, una sorta di Oscar. Del tutto incidentalmente, però, Bender fa una scoperta: la Collina Borbottante esiste davvero: è sul pianeta dove Leela si ritirava a "creare". Altrettanto reali sono i Borbottini. Leela non ha inventato niente.
- Sottotitolo iniziale: PENETRA PERFINO I CAPPELLI DI CARTA STAGNOLA PIÙ SPESSI

## Fry ci cova
- Sceneggiatura: Michael Rowe
- Regia: Dwayne Carey-Hill
- Messa in onda originale: 11 agosto 2011
- Messa in onda italiana: 27 settembre 2012

Dopo una pericolosa missione, Fry, Leela e Bender si fermano a un fast food intergalattico, ma il cibo ordinato da loro non soddisfa i gusti di Leela, che obbliga tutti ad andare a un mercato biologico, dove acquistano, assieme ad altri alimenti, delle uova giganti da cucinare. Fry scopre che se quelle uova non vengono cucinate prima, si schiuderanno e daranno vita a qualche strana creatura, così decide di salvarne uno per impedire che lo mangino. Dopo un po' di tempo, si schiude e ne esce una creatura blu che si fa subito notare perché spruzza acido che scioglie i piedi di Bender. La creatura, man mano che cresce, diventa sempre più grande e pericolosa. Il professore scopre che si tratta in realtà di una creatura che succhia lo scheletro dalle persone e dagli animali, chiamato Bonus Vampirus. Fortunatamente, Fry lo ha cresciuto in modo vegetariano, ma decidono comunque di abbandonarlo sul suo pianeta natale e farlo riprodurre, visto che questa specie si riproduce in modo asessuato. Per la notte, si rifugiano in un locale, dove vengono a sapere che gli abitanti avevano ucciso le creature perché succhiavano lo scheletro alle pecore, uccidendole. Astor, un contadino del posto, vuole ucciderlo, ma Fry lo vuole fare al suo posto, visto che lo ha cresciuto. Alla fine, la creatura venne lasciata viva, perché il bestiame esistente sul pianeta è ormai troppo e l'animale può riequilibrarne il numero.
- Sottotitolo iniziale: L'UNICO LATO DELLA TUA VITA

## Tutte le teste dei presidenti
- Sceneggiatura: Josh Weinstein
- Regia: Stephen Sandoval
- Messa in onda originale: 28 luglio 2011
- Messa in onda italiana: 25 settembre 2012

Il professor Farnsworth è entusiasta nel mostrare all'equipaggio il proprio albero genealogico, vantandosi delle grandi menti di cui fa parte egli stesso. Dopo il lavoro, Fry rivela di svolgere un lavoro notturno che consiste nel prendersi cura delle teste nel museo. Le teste dei presidenti degli Stati Uniti, però, vorrebbero fare una festa costringendo Fry, che ben presto invita tutti per divertirsi. Il professore mostra ai presidenti il suo albero genealogico, scoprendo da George Washington che un Farnsworth coniò una moneta falsa durante la rivoluzione. Il prof si deprime, mentre gli altri continuano a divertirsi, tanto che Zoidberg beve il liquido delle teste e riporta lui, Amy e il prof indietro nel tempo negli anni '60 del XX secolo. Il professore scopre delle tracce opalescenti nel liquido, composto da una rara forma di opale cristallino che intrappola le teste in una bolla temporale che riporta alla loro epoca se bevuto. Il professor Farnsworth decide così di usare tutto l'opale della Terra per leccare George Washington e tornare all'età coloniale per fermare il suo antenato David Farnsworth, traditore della rivoluzione. Il loro viaggio inizia a Filadelfia da Benjamin Franklin, dove trovano un penny falso fatto da David Farnsworth, che li porta a Boston da Paul Revere, dove scovano David e lo colpiscono con un candelabro, pensando di averlo ucciso. Nel frattempo, Paul Revere riceve una lettera riguardante l'attacco degli inglesi. Per bruciare i soldi falsi, per sbaglio, Fry usa la lanterna della chiesa per segnalare se gli inglesi arrivavano via terra o via mare. Questo ha cambiato la storia, trasformando gli USA in una colonia inglese. Il prof trova l'opale dalla regina e lo usa per tornare indietro e sistemare le cose.
- Sottotitolo iniziale: APPLICARE SUBITO DEL COLLIRIO

## I guerrieri del raffreddore
- Sceneggiatura: Dan Vebber
- Regia: Crystal Chesney-Thompson
- Messa in onda originale: 25 agosto 2011
- Messa in onda italiana: 1º ottobre 2012

Dopo essere andato a pescare sul ghiaccio, Fry si prende un raffreddore. Nel futuro, purtroppo, il raffreddore è stato debellato cinquecento anni prima e da allora l'umanità ha perso tutta la sua resistenza al virus. Fry infatti è l'unico a essere stato congelato e con lui è stato congelato anche il virus, che si diffonde presto anche al resto della ciurma, provocando la febbre a tutti, comprese Amy e Leela. Per evitare che altre persone si infettino, la Planet Express viene sigillata sotto un telo e i membri della ditta vengono esaminati. Visto che Bender è l'unico a non riscontrare la malattia, essendo di metallo, gli viene chiesto di prendersi cura della ciurma, ma le loro richieste sono troppe per Bender. Il robot cerca così di uscire dalla quarantena, riuscendoci. Purtroppo, infetta i medici, che diffondono la malattia a tutta Manhattan. Il governo, costretto a trovare una soluzione, sigilla la città sotto un telo, come aveva fatto con la Planet Express, e per non rischiare viene staccata dal terreno e lanciata nello spazio verso il Sole. Dopo aver abbandonato tutte le speranze, il professor Farnsworth scopre che si può trovare il vaccino esaminando la fonte del virus all'interno di Fry. Per farlo, però, Fry deve essere ucciso, ma c'è un'altra soluzione. Quando Fry era ancora nel passato, un giorno, in una gita con suo padre, si prese un raffreddore e dovette stare a letto a riposare. Fry si annoiava, ma venne a conoscenza di un concorso per nerd: il progetto di scienza migliore sarebbe stato lanciato nello spazio. Il ragazzo aveva ideato un progetto che costituiva nel lanciare nel cosmo un criceto con il raffreddore per vedere gli effetti, ma il progetto che vinse fu quello di un ragazzo molto più intelligente che gli copiò l'idea del virus. Il virus fu lanciato in un satellite. Questa si rivela essere l'unica possibilità, così l'equipaggio va quindi alla ricerca del satellite su una luna di Saturno, creando un vaccino per curare la gente e facendo tornare la città sulla Terra.
- Sottotitolo iniziale: TI STIAMO SEGUENDO, MA NON SU TWITTER

## Processore accelerato
- Sceneggiatura: Ken Keeler
- Regia: Raymie Muzquiz
- Messa in onda originale: 1º settembre 2011
- Messa in onda italiana: 2 ottobre 2012

Bender non riesce mai a vincere nei videogames. Questa cosa lo disturba, così decide di subire da Cubert un overclock, per migliorare i suoi riflessi e la velocità. I due vengono scoperti dalla Robot Company e da Mamma che fa arrestare Cubert e il professore, e cerca di catturare Bender per renderlo di nuovo stupido, ma lui ormai è troppo intelligente e continua a diventarlo. Intanto, Fry e Leela non sanno cosa fare per il loro futuro, ma lo scopriranno proprio da Bender.
- Sottotitolo iniziale: CHE DIVENTERA' PRESTO UNO SHOW TELEVISIVO DI PUNTA

## Reincarnazione
- Sceneggiatura: Aaron Ehasz
- Regia: Peter Avanzino
- Messa in onda originale: 8 settembre 2011
- Messa in onda italiana: 3 ottobre 2012

L'episodio è diviso in tre parti, che mostrano diversi stili di reincarnazione dei personaggi.
- Colorama
Fry vuole dimostrare a Leela il suo amore regalandole un diamante, ma lui non riesce a trovarne nessuno abbastanza grande, a parte una cometa di diamantium, una roccia indistruttibile. Per staccarne un pezzo, posiziona su di essa un dispositivo per il giudizio universale, ma con il risultato che la cometa si stacca a metà e forma un arcobaleno con un nuovo colore, ma questo non basta a Fry per dimostrare il suo amore a Leela. Questa clip è una parodia, nonostante il titolo, dei vecchi cartoni in bianco e nero.
- Future Challenge 3000
Il filmato è a risoluzione 8 bit ed è una parodia dei videogiochi. Il professor Farnsworth riesce, con l'aiuto di una sua invenzione, a rispondere a tutte le domande della scienza, con la conseguenza che nessuno scienziato potrà più scoprire niente o risolvere qualcosa.
- Action Delivery Force
Qui i personaggi sono in stile anime giapponese. Degli alieni gelatinosi, che comunicano con la danza, sono in collera con la Terra, perché pensano che abbia distrutto la loro cometa. La Planet Express cerca di diffondere un messaggio di pace, ma gli alieni non lo capiscono e dichiarano guerra. Sarà infine Zoidberg a recitare una danza della pace per calmare gli alieni.
- Sottotitolo iniziale: REINCARNAZIONE
- Guest star: Stephen Hawking (nel ruolo di sé stesso)